# 朝鮮烹飪協會
朝鮮烹飪協會（：／）直譯朝鮮料理協會，是朝鮮民主主義人民共和國研究和指導朝鮮料理的組織。其使命是通過對烹飪部門的科學指導，提升國家的烹飪飲食質量。在朝鮮本土風味飲食的基礎上，推進烹飪的科學化、標準化。
朝鮮烹飪協會於2012年3月開通了官方網站“朝鮮料理”，提供朝鮮料理知識和相關視頻。。

## 外部鏈接
- 官方網站 （页面存档备份，存于）（英文）